# Премія Роберта Трюмплера
Премія Роберта Трюмплера (англ. Robert J. Trumpler Award) — премія, яку щороку присуджує Тихоокеанське астрономічне товариство науковцю, який нещодавно здобув ступінь доктора філософії, і чия дисертація вважається особливо важливою для астрономії. Нагороду названо на честь Роберта Джуліуса Трюмплера, відомого швейцарсько-американського астронома (1886—1956).

## Лауреати
Список лауреатів:
- 1974 Девід Шрамм, Техаський університет в Остіні
- 1975 Джон Річард Готт[en], Принстонський університет
- 1976 Роберт Гансон (Robert Hanson), Університет Каліфорнії у Санта-Крусі
- 1977 Джон Блек (John Black), Гарвардський університет
- 1978 Тайфун Лі[en], Техаський університет в Остіні
- 1979 Гарі Шмідт (Gary Schmidt), Університет Аризони
- 1980 Луїс Родрігес (Luis Rodriguez), Гарвардський університет, and Джеймс Ліберт (James Liebert), Університет Каліфорнії в Берклі
- 1981 Річард Крон[en], Університет Каліфорнії в Берклі
- 1982 Брюс Тварог (Bruce Twarog), Єльський університет
- 1983 Доналд Вінджет[en], Рочестерський університет, and Ніколас Сантзефф[en], Університет Каліфорнії у Санта-Крусі
- 1984 Дейдре Гантер[en], Університет Іллінойсу в Урбана-Шампейн
- 1985 Пол Гертц[en], Гарвардський університет
- 1986 Джон Гілл (John Hill), Університет Аризони
- 1987 Стівен Шнайдер (Stephen Schneider), Массачусетський університет в Емгерсті
- 1988 Джілл Бехтолд (Jill Bechtold), Університет Аризони
- 1989 Доналд Терндрап (Donald Terndrup), Університет Каліфорнії у Санта-Крусі
- 1990 Чарлз Бейлін[en], Гарвардський університет
- 1991 Фред Адамс[en], Університет Каліфорнії в Берклі
- 1992 Кінгде Ванг[en], Колумбійський університет
- 1993 Меган Донаг'ю[en], Університет Колорадо у Боулдері
- 1994 Джо Шилдс (Joe Shields), Університет Каліфорнії в Берклі
- 1995 Джулі Торнберн (Julie Thorburn), Чиказький університет
- 1996 Вейн Ху (Wayne Hu), Університет Каліфорнії в Берклі
- 1997 Джон Гіббард (John Hibbard), Колумбійський університет
- 1998 Луїс Хо Luis Ho), Університет Каліфорнії в Берклі
- 1999 Адам Рісс, Гарвардський університет
- 2000 Скотт Берлс (Scott Burles), Університет Каліфорнії у Сан-Дієго
- 2001 Майкл Парі (Michael A. Pahre), Каліфорнійський технологічний інститут
- 2002 Волкер Бромм, Єльський університет
- 2003 Деніел Рейхарт, Чиказький університет
- 2004 Девід Чарбонно[en], Гарвардський університет
- 2005 Дженніфер Скотт (Jennifer Scott) and Сімінг Ліу (Siming Liu), Університет Аризони
- 2006 Стівен Фурланетто (Steven Furlanetto), Гарвардський університет
- 2007 Едо Бергер (Edo Berger), Каліфорнійський технологічний інститут
- 2008 Анджум Мукадам (Anjum Mukadam), Університет Вашингтону
- 2009 Кевін Банді (Kevin Bundy), Каліфорнійський технологічний інститут
- 2010 Роберт Квімбі[en], Техаський університет
- 2011 Філіп Гопкінс (Philip Hopkins), Гарвардський університет
- 2012 Чарлс Конрой (Charles Conroy), Принстонський університет and Емілі Левеск[en], Гавайський університет
- 2013 Гуртіна Бесла (Gurtina Besla), Гарвардський університет
- 2014 Брендан Бовлер (Brendan Bowler), Гавайський університет
- 2015 Джабран Загід (H. Jabran Zahid), Гавайський університет
- 2016 Рейчел Бітон (Rachael L. Beaton), Університет Вірджинії
- 2017 Блейкслі Беркгарт[en], Університет Вісконсину в Медісоні
- 2018 Бенджамін Фултон (Benjamin J. Fulton), Гавайський університет[3]
- 2019 Кетрін Декер Френч (Katheryn Decker French), Університет Аризони[4]
- 2020 Гудмундур Карі Стефанссон (Gudmundur Kari Stefansson), Університет штату Пенсільванія
- 2021 Джейн Хуанг[en], Гарвардський університет
- 2022 Аріадна Мургуя-Бертьєр (Ariadna Murguia-Berthier), Університет Каліфорнії у Санта-Крусі
- 2023 Дебора Локгорст (Deborah Lokhorst), Торонтський університет